# Distretto di Nyanza
Il distretto di Nyanza è un distretto (akarere) del Ruanda, parte della Provincia Meridionale, con capoluogo Nyanza.
Il distretto si compone di 10 settori (imirenge):
- Busasamana
- Busoro
- Cyabakamyi
- Kibirizi
- Kigoma
- Mukingo
- Muyira
- Ntyazo
- Nyagisozi
- Rwabicuma